# Odeon (editora)
Odeon é uma editora de livros tcheca. Foi fundada em 1925 por Jan Fromek e possui sede na capital da República Tcheca, em Praga, e atualmente pertence à Euromedia Group.